# Irmela Brender
Irmela Brender, später auch Irmela Eisenhardt-Brender (* 20. April 1935 als Irmela Gütle in Mannheim; † 1. März 2017 in Sindelfingen), war eine deutsche Schriftstellerin und Übersetzerin.

## Leben
Irmela Brender absolvierte nach dem Besuch des Gymnasiums in Mannheim und einem einjährigen Aufenthalt als Austauschschülerin in den Vereinigten Staaten ein Volontariat bei einer Tageszeitung. Anschließend war sie als Journalistin für Presse und Rundfunk sowie als Lektorin in einem Jugendbuchverlag tätig. Beim Süddeutschen Rundfunk moderierte sie zusammen mit Johannes Lehmann viele Jahre lang sonntags abends die Sendung Bücherbar auf SDR 1. Ab 1970 war sie freie Schriftstellerin. Brender lebte in Sindelfingen.
Irmela Brender war Verfasserin von Romanen, Erzählungen und Gedichten für Kinder und Jugendliche. Daneben war sie Übersetzerin erzählerischer Werke aus dem Englischen.
Irmela Brender war Mitglied im Verband deutscher Schriftsteller, im Verband deutschsprachiger Übersetzer literarischer und wissenschaftlicher Werke, VdÜ, und im PEN-Zentrum Deutschland.
1980 erhielt sie den Literaturpreis der Stadt Stuttgart, 1989 den Helmut-Sontag-Preis des Deutschen Bibliotheksverbandes sowie 1992 die Wieland-Medaille in Gold der Stadt Biberach.

## Werke
- Noch einmal: Dankeschön. Stuttgart 1961

- Der dunkle Spiegel oder Die nötige Freundlichkeit. Stuttgart 1963
- Junger Mann sucht ruhigen Posten. Hörspiel (WDR / RB) 1965
- ... und schreib mal aus Warschau. Stuttgart 1966
- Fünf Inseln unter einem Dach. Gütersloh 1971
- ix Tricks. Stuttgart 1971
- Happy, high, tot. Ravensburg 1972
- Jeannette zur Zeit Schanett. Gütersloh 1972
- Simonetta mit der roten Schleife. Wien [u. a.] 1972
- Man nennt sie auch Berry. Baden-Baden 1973
- Rasierst du dich auch mal, General?. Gütersloh 1973
- Streitbuch für Kinder. Weinheim 1973 (zusammen mit Günther Stiller)
- Ja-Buch für Kinder. Weinheim 1974 (zusammen mit Günther Stiller)
- Der Tag, der mir allein gehört. Gütersloh 1975
- Eine. Basel 1975
- Vier Kerzen im Dezember. Gütersloh 1975
- Erst links, dann rechts!. Gütersloh 1976
- Die Kinderfamilie. München 1976
- Stadtgesichter. München 1980
- Fenster sind wie Spiegel. München 1983
- Über Miss Marple. Stuttgart 1983
- In Wirklichkeit ist alles ziemlich gut. München 1984
- Über Pater Brown. Stuttgart 1984
- Nolle Kroll und die Amseln. Würzburg 1986
- Vor allem die Freiheit. Weinheim 1987
- Julias anderer Tag. Würzburg 1988
- Schweigend mit Murmeln spielen. München 1988
- Christoph Martin Wieland. Reinbek 1990
- Die schwäbische Sphinx. Stuttgart 1990
- Finkengasse gegen Starenweg. Frankfurt am Main 1992
- Von Mooren, Felsen, Krokuswiesen. Stuttgart 1993
- Plitsch-Platsch-Patrizia. Hamburg 1994
- Ein komplett erfundener Briefwechsel. Stuttgart 1997
- War mal ein Lama in Alabama. Hamburg 2001
- Der verschleppte Regenwurm

### Herausgeberschaft
- Cecylia Lewandowska: Federbällchen. Stuttgart 1966
- Bei uns zu Haus und anderswo. Stuttgart 1976 (herausgegeben zusammen mit Michael Ende)
- Update on Rumpelstiltskin and other Fairy Tales by 43 Authors. Weinheim [u. a.] 1976 (herausgegeben zusammen mit Hans-Joachim Gelberg)
- Inside Out Places. Weinheim 1977 (herausgegeben zusammen mit Hans-Joachim Gelberg)
- Die Sache mit dem Sex. Weinheim 1977

### Übersetzungen
- Imogen Chichester: Trixelinchen Hexenkind. Stuttgart 1967
- Timothy Leary: Politik der Ekstase. Hamburg 1970
- Meindert De Jong: Das Pferd, das im Sturm kam. Stuttgart 1972
- Meindert De Jong: Die blaue Katze, die Oliven ißt. Stuttgart 1973
- Hans Jürgen Eysenck: Die Experimentiergesellschaft. Reinbek 1973
- Fragt mal Alice. Stuttgart 1973
- Thomas A. Harris: Ich bin ok, du bist ok. Reinbek 1973
- Muriel James: Spontan leben. Reinbek bei Hamburg 1974
- Ezra Jack Keats: Fangt uns doch!. Stuttgart 1974
- John Donovan: Die Schutzschicht ist behutsam zu entfernen. Weinheim 1975
- John D. Fitzgerald: Mein Bruder Jerry. Solothurn 1975
- Chester Aaron: Better than Laughter. Bilder von Willi Glasauer, Weinheim 1976
- Andrew Davies: Machen wir, sagte Doktor Gluuk. Stuttgart 1976
- Rosalyn Drexler: Eine unverheiratete Witwe. Reinbek 1976
- Alexander Key: Die Tür zu einer anderen Welt. Stuttgart 1976
- Kristin Hunter: Wer überleben will. Baden-Baden 1977
- Oliver La Farge: Indianische Liebesgeschichte. Weinheim 1977
- Alice Bach: Komm aus den Wolken, Tessa. Stuttgart 1978
- Ben Bova: Gefangen in New York. Stuttgart 1978
- Bernice Grohskopf: 30-Tage-Buch. Freiburg im Breisgau 1978
- Ronald Lee: Verdammter Zigeuner. Bilder von Willi Glasauer, Beltz & Gelberg, Weinheim 1978
- Judith Beth Cohen: Jahreszeiten. Reinbek bei Hamburg 1979
- Dorothy Haas: Aus einem Taxi kamen Bären, Hamburg 1979
- Janet Ahlberg: Wer hat Angst vorm bösen Wolf?. Hamburg 1980
- Nigel Hinton: Riskante Fahrt. Stuttgart 1980
- Janet Ahlberg: Donnerbüchsen um Bensons Knie. Hamburg 1981
- Joan Aiken: Ein Hauch von Frost. Hamburg 1981
- William Corlett: Die dunkle Seite des Mondes. Würzburg 1981
- Julia Cunningham: Die Maus, die Kunkel hieß. München 1981
- Michelle Magorian: Der Junge aus London. Stuttgart 1982
- Joan Aiken: Ein Raunen in der Nacht. Hamburg 1983
- Willis Hall: Der letzte Vampir. Hamburg 1983
- Joan Aiken: Ein Kichern in der Luft. Hamburg 1984
- Penelope Lively: Verflixt noch mal, wer spukt denn da?. Erlangen 1984
- Roger Collinson: Und dann auch noch ein Mädchen. Hamburg 1985
- Willis Hall Henry Hollins geht in die Luft. Hamburg 1985
- Willis Hall Drachenjagd. Hamburg 1986
- Kathryn Lasky: Jenseits der Wasserscheide. Hamburg 1986
- Penelope Lively: Ein Spuk kommt selten allein. Erlangen 1986
- Andrew Davies Alfonso Bonzo. Erlangen 1987
- Rudyard Kipling: Geschichten für den allerliebsten Liebling. Hamburg 1987
- Patty Dann: Mrs. Flax & Töchter. Hamburg 1988
- Joan Aiken: Ein Schaudern auf der Haut. Hamburg 1989
- Willis Hall Keine Angst vor Dr. Jekyll! Hamburg 1989
- Elizabeth Laird: Kampf der Comic-Kids. Hamburg 1990
- Sylvia Cassedy: Lucys Haus. Hamburg 1991
- Elizabeth Laird: Ben lacht. Hamburg 1991
- Geraldine McCaughrean: Lauter Lügen. Hamburg 1991
- Joan Aiken: Ein Knistern im Gebälk. Hamburg 1992
- Josephine Croser: Der sprechende Stein. Hamburg 1992
- Simon French: Irgendwo auf einer Straße. Hamburg 1992
- Willis Hall: Urlaubsgrüße vom Vampir. Hamburg 1992
- Andrew Gibson: Abradiesel. Hamburg 1993
- Martha Grimes: Mit Schirm und blinkender Pistole. Reinbek bei Hamburg 1993
- Elizabeth Laird: Trag mich über die Berge. Hamburg 1993
- Joan Aiken: Die Kinder von Holderness. Hamburg 1994
- Andrew Gibson: Keine Anst vor kleinen Monstern. Hamburg 1994
- Willis Hall: Die Rache des Vampirs. Hamburg 1994
- Elizabeth Laird: Das rosa Gespenst aus Lamont. Hamburg 1994
- Jackie French: Der Weg in die Traumzeit. Hamburg 1995
- Willis Hall: Weihnachtsgrüße vom Vampir. Hamburg 1995
- Joan Aiken: Isa und die Schmugglerbande. Hamburg 1996
- Roger Collinson: Dafür kann doch Willy nichts. Hamburg 1996
- Joan Aiken: Ein Schrei in der Nacht. Hamburg 1997
- Roger Collinson: Willy schafft sie alle. Hamburg 1997
- Willis Hall: Jagd auf den Vampir. Hamburg 1997
- Joan Aiken: Verräter des Lichts. Hamburg 1999
- Agatha Christie: Mord im Pfarrhaus. Bern 1999
- Patricia Reilly Giff: Manchmal werden Wünsche wahr. Hamburg 1999
- Hilary McKay: Alles Zufall, oder was?. Hamburg 1999
- Joan Aiken: Die Todesklippe von Aratu. Hamburg 2000
- Thomas A. Barron: Merlin und die Feuerproben. München 2000
- Thomas A. Barron: Merlin und die sieben Schritte zur Weisheit. München 2000
- Nick Denchfield: Piepmatz Pit und Bruder Pat. Hamburg 2000
- Jack Gantos: Joey, ab durch die Mitte. Hamburg 2000
- Thomas A. Barron: Merlin und der Zauberspiegel. München 2001
- Kathryn Cave: William und die Wölfe. Hamburg 2001
- Jack Gantos: Bleib auf dem Teppich, Joey. Hamburg 2001
- Thomas A. Barron: Merlin und die Flügel der Freiheit. München 2002
- Catherine Fisher: Das Geheimnis von Darkwater Hall, Hamburg 2002
- Thomas A. Barron: Das Geheimnis der Halami. München 2003
- Thomas A. Barron: Merlin – wie alles begann. München 2003
- Catherine Fisher: Die Macht des Amuletts. Hamburg 2003
- Lian Hearn: Der Clan der Otori. Hamburg

1. Das Schwert in der Stille. 2003
2. Der Pfad im Schnee. 2004
3. Die Weite des Himmels. 2008

- Joan Aiken: Der Todesruf der Nachtigall. Hamburg 2004
- Thomas A. Barron: Das Baumkind. München 2004
- Kathryn Cave: Des Kaisers Gruckelhund. Hamburg 2004
- Caroline B. Cooney: Lösegeld für Mercy Carter. Hamburg 2004
- Patricia Reilly Giff: Das Glück bis in die Zehen spüren. Hamburg 2004
- Dick King-Smith: Aristoteles. Hamburg 2004
- Joan Aiken: Die Hexe von Clatteringshaws. Hamburg 2005
- Thomas A. Barron: Das Wunder der angehaltenen Zeit. München 2005
- Thomas A. Barron: Der Zauber von Avalon. München

1. Sieben Sterne und die dunkle Prophezeiung. 2005
2. Im Schatten der Lichtertore. 2006
3. Die ewige Flamme. 2007

- Penelope Lively: Der Geist des Apothekers. Hamburg 2006
- Linda Buckley-Archer: Die Chroniken der Zeitenwandler. Ravensburg
  - 1. Der Lord ohne Namen. 2008
- Thomas A. Barron: Merlin. München

1. Merlins Drache. 2009
2. Die große Aufgabe. 2010
3. Die Schlacht der endlosen Feuer. 2011

- Kristin Cashore: Die Beschenkte. Hamburg 2009
- Hilary McKay: Alles Glück dieser Welt. Hamburg 2009

- Hilary McKay: Die Bernsteinkatze. Hamburg 1997
- Hilary McKay: Engel verzweifelt gesucht. Hamburg 2003
- Hilary McKay: Ein Gefühl wie beim Fliegen. Hamburg 2007
- Hilary McKay: Der Geisterwelt-Express. Hamburg 2001
- Hilary McKay: Ein Hund namens Freitag. Hamburg 1996
- Hilary McKay: Das muss unser Glückstag sein. Hamburg 2005
- Hilary McKay: Eine Rose zum Frühstück. Hamburg 2006
- Hilary McKay: Schokopuddingschule. Hamburg 2000
- Hilary McKay: Treppauf, treppab, dem Drachen nach. Hamburg 2007
- Hilary McKay: Vier verrückte Schwestern. Hamburg 1994
- Hilary McKay: Vier verrückte Schwestern und ein Freund in Afrika. Hamburg 1995
- Hilary McKay: Vier verrückte Schwestern voll verknallt. Hamburg 1998
- Marijane Meaker: Der Mädchenturm. Baden-Baden 1976
- Marijane Meaker: Rettet die Zärtlichkeit. Baden-Baden 1975
- Marijane Meaker: Und wer liebt mich. Gütersloh 1974
- Jan Michael: Ich bin Joshua und mein Vater ist ein Held. Hamburg 1999
- Shirley Rousseau Murphy: Jenny. Baden-Baden 1977
- Karel Nový: Der Fischer von der blauen Bucht. Stuttgart 1967 (übersetzt zusammen mit Blanka Fantová)
- Zibby Oneal: Im Sommerlicht. Hamburg 1987
- K. M. Peyton: Den Tätern auf der Spur. Stuttgart 1979
- François Raoul-Duval: Petali und Gurigu oder Wie die Vögel ihre Farbe bekamen. Stuttgart 1973
- François Raoul-Duval: Walia und Gurigu oder Wie der Jaguar seine Flecken bekam. Stuttgart 1974
- Annette Roome: Karriere mit Schuß. Frankfurt am Main 1992
- Annette Roome: Liebe mit Schuß. Frankfurt am Main 1994
- Fatima Shaik: Melinde. Hamburg 1999
- Julie Smith: Stumm wie ein Fisch. Frankfurt am Main 1994
- Zilpha Keatley Snyder: Amanda und der Poltergeist. Stuttgart 1973
- Zilpha Keatley Snyder: Der Irrwisch. Stuttgart 1974
- Zilpha Keatley Snyder: Pamela und die Ponyherde. Stuttgart 1975
- Noel Streatfeild: Ballettschuhe. Hamburg 2009
- Noel Streatfeild: Zirkusschuhe. Hamburg 2010
- Craig Kee Strete: Male dein Gesicht auf einen Strudel im Fluß. Hamburg 1981
- Robert E. Swindells: Feuerstein und Rauchsignal. Hamburg 1975
- John Tully: Das gläserne Messer. Weinheim [u. a.] 1980
- Hone Tuwhare: Was wirklicher ist als sterben. Straelen 1985
- Jean Ure: Reiner Speck muß weg!. Hamburg 1997
- Jean Webster: Daddy Langbein. Hamburg 1995
- Terence H. White: Das Buch Merlin. Düsseldorf [u. a.] 1980
- Ian Whybrow: Wer hat Angst vor Wölfchen Wolf?. Hamburg 1997
- Ian Whybrow: Wölfchen Wolf, Walddetektiv. Hamburg 2002
- Ian Whybrow: Wölfchen Wolfs kunterbunter Kummerkasten. Hamburg 2001
- Ian Whybrow: Wölfchen Wolfs schaurig-schöne Schule. Hamburg 1999
- Ian Whybrow: Wölfchen Wolfs tapfere Taten. Hamburg 1998
- Forrest Wilson: Superoma. Hamburg 1983
- Forrest Wilson: Superoma räumt auf. Hamburg 1985